# Leuconostoc
Leuconostoc bildet eine Gattung grampositiver Bakterien in der Familie der Leuconostocaceae, die zur Ordnung der Lactobacillales (Milchsäurebakterien) gehört. Leuconostoc-Arten sind in der natürlichen Umwelt weit verbreitet, sie spielen bei verschiedenen industriellen und Lebensmittel-Fermentationen eine wichtige Rolle.

## Merkmale

### Erscheinungsbild
Die meisten Arten treten in flüssiger Kultur als Kokken in Erscheinung: die Zellform ist rund bis oval. Die Zellen kommen einzeln, als Diplokokken und als kurze Ketten von Kokken vor. In der Gramfärbung verhalten sie sich grampositiv, besitzen keine Flagellen zur aktiven Bewegung und bilden keine Überdauerungsformen wie Endosporen. Ihr Erscheinungsbild im Lichtmikroskop ähnelt den Vertretern der Gattung Lactococcus, jedoch sind bei Leuconostoc nicht die für Kokken typischen kugeligen Zellen vorherrschend, sondern es sind eher ovale bzw. ovoide („eiförmige“) Zellformen zu beobachten.
Der Gattungsname lässt sich auf das Aussehen der Kolonien zurückführen (leukos aus dem Altgriechischen bedeutet „hell“ oder „klar“).

### Wachstum und Stoffwechsel
Als typische Vertreter der Milchsäurebakterien wachsen sie anaerob, aber aerotolerant, d. h., sie wachsen in der Anwesenheit von Luftsauerstoff, benötigen aber keinen Sauerstoff für ihren Stoffwechsel. Dabei sind sie Katalase-negativ und Oxidase-negativ. Sie sind jedoch in der Lage, Cytochrome zu bilden, wenn sie auf Nährböden kultiviert werden, die Hämine oder Blut enthalten. In diesem Fall zeigen sie dann eine positive Reaktion im Oxidase-Test. Weiterhin ist ein für Milchsäurebakterien typisches Kennzeichen der Bedarf an komplexen Wachstumsfaktoren und Aminosäuren bei der Kultivierung.
Unter aeroben, anaeroben und mikroaerophilen Bedingungen wird eine heterofermentative Milchsäuregärung durchgeführt. D-Glucose oder D-Fructose werden über den Pentosephosphatweg zu einer äquimolaren Menge D-Milchsäure, Ethanol und Kohlenstoffdioxid umgewandelt. Nur einige Arten der Gattung sind in der Lage, Lactose (Milchzucker) auf diesen Weg abzubauen. Dazu wird das Disaccharid Lactose mit Hilfe des bakterieneigenen Enzyms β-Galactosidase in die beiden Bestandteile Glucose und Galactose gespalten. Hingegen gehören L-Arabinose, D-Mannose und Maltose zu den Kohlenhydraten, die von den meisten Leuconostoc-Arten verwertet werden können.
Alle Arten können auch Saccharose abbauen, typisch ist dabei die Bildung von Dextranen aus dem Substrat Saccharose. Durch die Bildung von Dextranen können saccharosehaltige Lösungen in eine Gelee-artige Masse verwandelt werden. Das gebildete Polysaccharid Dextran sammelt sich um die Zellen als sogenannter Schleim an. Werden Leuconostoc-Arten auf einem saccharosehaltigen, festen Nährmedium kultiviert, so bilden sie große, schleimige Kolonien, während sie auf einem glucosehaltigen Nährmedium als kleine Kolonien ohne Schleimbildung wachsen.
Andere Stoffwechselwege beinhalten die Umwandlung von Acetyl-CoA zu Acetoin und Diacetyl, wobei letzteres bei der Herstellung milchsaurer Lebensmittel als Geschmacksstoff von Bedeutung ist.
Zur Kultivierung dieser Bakterien wird das MRS-Medium benutzt, in flüssiger Form (MRS-Bouillon) oder mit Zusatz von Agar-Agar als festes Nährmedium. Es handelt sich nicht um ein Selektivnährmedium, sondern bietet allen Milchsäurebakterien ein geeignetes Nährstoffangebot, da neben Glucose auch Fleischextrakt, Hefeextrakt, Pepton und verschiedene Mineralstoffe enthalten sind. Die optimale Temperatur für die Inkubation liegt bei ca. 30 °C.
Die Vertreter der Gattung Leuconostoc können einen hohen Gehalt an Glucose tolerieren, ohne dass ihr Wachstum beeinflusst wird. Ähnlich wie die osmophilen Hefen können sie sich in Habitaten mit geringer Wasseraktivität vermehren. Bakterien werden in diesem Zusammenhang als xerotolerant bezeichnet. Leuconostoc-Arten wachsen in einem Medium, das 30–40 % Glucose enthält und sind somit xelotolerant.

## Vorkommen
Milch ist das natürliche Habitat zahlreicher Leuconostoc-Arten. Leuconostoc mesenteroides kann von vielen Pflanzenoberflächen isoliert werden, wobei dies bei intakten, aber auch bei sich zersetzenden Pflanzenteilen der Fall ist. Bei der Herstellung von Sauerkraut sind oft die natürlicherweise auf dem Weißkohl vorhandenen Leuconostoc-Arten beteiligt, ein aus Sauerkraut isolierter Stamm wurde 1992 als neue Spezies identifiziert.

## Bedeutung
Sie spielen bei verschiedenen Fermentationen eine wichtige Rolle. Beispielsweise wird die Unterart Leuconostoc mesenteroides subsp. cremoris in Molkereien als Starterkultur für die Herstellung von Butter und Käse verwendet. Andere Arten sind bei der Herstellung von Silage und Sauerkraut beteiligt, bei der ebenfalls die Milchsäuregärung von Bedeutung ist. Bei der Fermentation von Kaffeebohnen wirken viele verschiedene Mikroorganismen mit, Untersuchungen aus dem Jahre 2007 zeigten, dass auch dort Leuconostoc beteiligt ist und führten zur Entdeckung einer neuen Art. Leuconostoc-Arten können aber auch zum Verderb von Lebensmitteln führen, wenn die Bildung von Milchsäure nicht erwünscht ist. Neben dem Verderb von frischer Milch durch „Sauerwerden“ sind auch vakuumverpackte Fleisch- und Wurstwaren betroffen, da die Bakterien dort unter anaeroben Bedingungen wachsen können. Gleiches gilt für unter Schutzgasatmosphäre (wie Kohlenstoffdioxid) verpackte Produkte.
Bei immunsupprimierten Patienten können Leuconostoc-Arten Bakteriämien und Abszesse im Bauchraum verursachen.

## Systematik

### Äußere Systematik
Leuconostoc ähnelt vom zellulären Erscheinungsbild den Vertretern der Gattung Lactococcus. Beide Gattungen weisen auch Ähnlichkeiten in ihrer DNA-Zusammensetzung auf. Der GC-Gehalt (der Anteil der Nukleinbasen Guanin und Cytosin) in der Bakterien-DNA liegt jeweils bei 38–41 Mol-Prozent. Sie unterscheiden sich jedoch in ihrem Stoffwechsel, da Leuconostoc eine heterofermentative Milchsäuregärung durchführt, während für Lactococcus die homofermentative Milchsäuregärung typisch ist.

### Innere Systematik
Der Gattung gehören zahlreiche Arten an, die z. T. noch in Subspezies (Unterarten) unterteilt sind. Die Systematik der Bakterien verändert sich regelmäßig, da neue Forschungsergebnisse eine andere Klassifizierung notwendig machen oder neue Arten entdeckt und beschrieben werden. Der aktuelle Stand kann in der List of Prokaryotic names with Standing in Nomenclature (LPSN) eingesehen werden. Auch das Leibniz Institut DSMZ – Deutsche Sammlung von Mikroorganismen und Zellkulturen GmbH führt eine entsprechende Liste.
Danach (Stand 2013) gehören die folgenden 13 Arten zur Gattung Leuconostoc:
- Leuconostoc carnosum Shaw & Harding 1989[9]
- Leuconostoc citreum Farrow et al. 1989
- Leuconostoc fallax Martinez-Murcia & Collins 1992[7]
- Leuconostoc gasicomitatum Björkroth et al. 2001
- Leuconostoc gelidum Shaw & Harding 1989[9]
- Leuconostoc holzapfelii De Bruyne et al. 2007[8]
- Leuconostoc inhae Kim et al. 2003
- Leuconostoc kimchii Kim et al. 2000
- Leuconostoc lactis Garvie 1960
- Leuconostoc mesenteroides (Tsenkovskii 1878) van Tieghem 1878 (Typusart), nun unterteilt in die Subspezies
  - Leuconostoc mesenteroides subsp. cremoris (Knudsen and Sørensen 1929) Garvie 1983
  - Leuconostoc mesenteroides subsp. dextranicum (Beijerinck 1912) Garvie 1983
  - Leuconostoc mesenteroides subsp. mesenteroides (Tsenkovskii 1878) Garvie 1983
  - Leuconostoc mesenteroides subsp. suionicum Gu et al. 2012
- Leuconostoc miyukkimchii Lee et al. 2012
- Leuconostoc palmae Ehrmann et al. 2009
- Leuconostoc pseudomesenteroides Farrow et al. 1989

Vier Bakterienarten, die vorher der Gattung Leuconostoc zugeordnet waren, gehören seit 2008 zur neuen Gattung Fructobacillus:
- Fructobacillus durionis (Leisner et al. 2005) Endo and Okada 2008 (vorher Leuconostoc durionis)
- Fructobacillus ficulneus (Antunes et al. 2002) Endo and Okada 2008 (vorherLeuconostoc ficulneum)
- Fructobacillus fructosus (Kodama 1956) Endo and Okada 2008 (vorher Leuconostoc fructosum)
- Fructobacillus pseudoficulneus (Chambel et al. 2006) Endo and Okada 2008 (vorher Leuconostoc pseudoficulneum)

Neben genetischen Untersuchungen zeigten auch stoffwechselphysiologische Merkmale, dass die Zuordnung zur Gattung Leuconostoc nicht schlüssig war. Die Fructobacillus-Arten produzieren kein Ethanol, der aber ein typisches Stoffwechselprodukt der heterofermentativen Milchsäuregärung ist. Bei ihnen wird stattdessen Glucose zu Milchsäure und Essigsäure abgebaut. Außerdem zeigt das Bild im Rasterelektronenmikroskop stäbchenförmige Zellen.